# かわうそファミリー
かわうそファミリー（原題：PB & J Otter）は、アメリカ合衆国のカートゥーン・ピザ制作のアニメ。日本ではディズニーチャンネルのプレイハウス・ディズニー枠で2003年11月19日から時期不明まで放送。後にディズニージュニアでも放送された。2007年12月3日から2008年秋頃まではBS12トゥエルビで繰り返し放送された。

## 番組の概要
この作品は、タイトル通り、とあるカワウソ一家の日常（フーハー湖の傍に引っ越してきたカワウソ一家とその周りのキャラとの交流）が主に描かれている。

## 登場人物

### メインキャラ
ピーナツ・オッター
声 - 津村まこと / 英 - アダム・ローズ
カワウソ3兄妹の一番上で長男。6歳（原作では8歳の設定）。タイトルの「P」は彼のこと。ほとんど毎回、ジェリーが率先して踊る「ひらめきダンス」を一旦は「ボクは踊らないからね」といって拒絶するが、曲が始まると無意識のうちに踊っている。
ジェリー・オッター
声 - 谷井あすか / 英 - ジェネール・スラック・ウィルソン
ピーナツの妹でバターの姉だが、背はピーナツより高い。5歳。タイトルの「J」は彼女のこと。
バター・オッター
声 - 川田妙子 / 英 - ジーナ・マリー・トルトリーシ
顔はピーナツにある程度似ているが、女の子でジェリーの妹。2歳（第34話Bパートより）。タイトルの「B」は彼女のこと。
アーネスト・オッター
声 - 堀内賢雄 / 英 - クリス・フィリップス
ピーナツ、ジェリー、バターのパパ。
オパール・オッター
声 - 深見梨加 / 英 - グウェン・シェパード
ピーナツ、ジェリー、バターのママ。
ピンチ・ラクーン
声 - 田口宏子 / 英 - コディー・ペンネス
青い体をしたアライグマ。
スクーチ・ラクーン
声 - 水間まき/ 英 - コディー・ペンネス
ピンチの弟。
マンチー・ビーバー
声 - 喜田あゆ美 / 英 - クリス・フィリップス
ビーバーの少年。一見するとバターの真の兄と思えるぐらい顔つきが似ている。
フリック・ダック
声 - 梅田貴公美 / 英 - エディ・コービッチ
アヒルの少年。
ウーチー・スヌーティーとブーチー・スヌーティー
声 - ?、高野直子 / 英 - エディ・コービッチ
ジェフ
声 - ? / 英 - ブルース・ベイリー・ジョンソン
フーホー湖の町長さん。
クレーン隊長
声 - ? / 英 - クリス・フィリップス
コニー・クレーン
声 - よこざわけい子 / 英 - ジャッキー・ホフマン

### サブキャラ
フィッチ
アライグマの少女。弟がいる。
アンナ
声 - ? / 英 - ナンシー・シャイルズ
ピーナツ、ジェリー、バターのおばあちゃん。
ワンダ
声 - 重松朋 / 英 - コリーン・オアー
ピンチ、スクラッチの母で。ウォルターの妻。
ウォルター・ラクーン
声 - 星野充昭 / 英 - クリス・フィリップス
ピンチとスクーチの父で、ワンダの夫。
シャーリー・ダック
声 - ? / 英 - コリーン・オアー
フリックの母。
ベティ＝ルー・ビーバー
声 - ? / 英 - コリーン・オアー
マンチーの母。
エドゥアール・スヌーチー
声 - ? / 英 - エディ・コービッチ
ウーチーとブーチーの父で、フーホー湖の中では伝説の男とも言われている。
ジョージナ・スヌーチー
声 - ? / 英 - コリン・オアー
ウーチーとブーチーの母。
バブルス
声 - オッター家に住む魚のペット。
レドルフォ
声 - ? / 英 - ダグ・ブレイス
筋肉の身体をしていて、とてもハンサムなカワウソ。アンナの友達である。
ビリー・ダック
フリックの母いとこで、フリック本人とは年上である。
リッキー・ラクーン
ピンチとスクッチの母のいとこ。
サイモン・フィールドマウス
小さなネズミ。

## サブタイトル
括弧（）は、アメリカ合衆国での話数。
| 話数   | 邦題                                 | 原題                        |
| ------ | ------------------------------------ | --------------------------- |
| 1      | バイバイ、ピーナツ、バター、ジェリー | Bye, Bye PB&J!              |
| 1      | バブルベリーをつもう                 | Babbleberry Day             |
| 2      | たからものをさがそう                 | The Treasure of Hoohaw Rock |
| 2      | ソリあそび                           | A Sledding We Will Go!      |
| 3(5/?) | バッタとうたおう                     | Born to Chirp               |
| 3(5/?) | ポンパロープをまもれ                 |                             |
| 4(3)   | たいせつなバグパイプ                 | Bagpipe Blues               |
| 4(3)   | みんながいちばん                     | You Can't Come In           |
| 5(4)   | あっちいけ！ゴリラ                   | Go Away, Gorilla            |
| 5(4)   | 1日だけのママ                        | Mama for a Day              |
| 6(6)   | いじっぱりジェリー                   | The Silent Treatment        |
| 6(6)   | バターをまもれ                       | Picture Perfect             |
| 7(7)   | とどかなかったしょうたい状           | Invitation to the Snooties  |
| 7(7)   | すずしくなろう！                     | Too Hot for Fishsicles      |
| 8(8)   | 水なんてこわくない                   | Otter in the Water          |
| 8(8)   | ポップコーン・マシーン               | All Popped Out              |
| 9(9)   | 歯のようせい                         | Nothin' But the Tooth       |
| 9(9)   | とくべつなゆびわ                     | Special Delivery            |
| 10(10) | 石けんばこレース                     | Soap Box Derby Day          |
| 10(10) | フーハーの日                         | Howdy Hoohaw Day            |
| 11(11) | ふうせん大すき                       | Butter the Balloonatic      |
| 11(11) | ギズモトロニクトロンを当てよう！     | Gizmotronictron Raffle      |
| 12(12) | やくそくはまもろう！                 | Dare Duck                   |
| 12(12) | みんなでキャンプ                     | Otters of the Wild          |
| 13(13) | さかなつりコンテスト                 | Big Time Bass-Off Contest   |
| 13(13) | ねむりの森のビーグル                 | The Sleeping Beagle         |
| 14()   | バターのおふろ                       |                             |
| 14()   | きんいろのトイレ                     |                             |
| 15(21) | フリック町長                         | Mayor Flick                 |
| 15(21) | さいこうのおとまり                   | The Greatest Sleepover Ever |
| 16(22) | ツリーを守れ                         | Save Oaky Oak Tree          |
| 16(22) | うそつきフリック                     | The Duck Who Cried Wolf     |
| 17     | どうしたのバブルス                   |                             |
| 17     | さいこうのあそび                     |                             |
| 18(14) | ダンス・コンテスト                   | Gotta Dance                 |
| 18(14) | パーティーに出られない               | Otter Pox                   |
| 19(15) | ドールハウスはたからもの             | The Dollhouse               |
| 19(15) | キャンディを食べたのはだれ？         | The Tell-Tale Candy Wrapper |
| 20(16) | メガネのスーパーヒーロー             | Eye Spy                     |
| 20(16) | フーハーのハーモニー                 | Happy Harmony               |
| 21     | 母の日おめでとう                     |                             |
| 21     | ピーナツはつよいぞ                   |                             |
| 22(18) | もどってきてモンスター               | Come Back, Little Monster   |
| 22(18) | 大そうじ                             | The Big Sweep               |
| 23(19) | バターもつれてって                   | Butter Tags Along           |
| 23(19) | おとしモノはだれのモノ？             | Flick's Big Find            |
| 24     | ホタルはともだち                     |                             |
| 24     | マナーってむずかしい                 |                             |
| 25     | モンスターあらわる                   |                             |
| 25     | ラッキー・ミラー                     |                             |
| 26     | バター はじめてのおいしゃさん        |                             |
| 26     | ポンセ・デ・レオッターの伝説         |                             |
| 27     | おもいでの木                         |                             |
| 27     | フリックの大うそしばい               |                             |
| 28     | きねん日のお祝い                     |                             |
| 28     | ピーナツばんざい                     |                             |
| 29     | チャンネルあらそい                   |                             |
| 29     | ハシカはこわい                       |                             |
| 30     | ゆるしてくれる？                     |                             |
| 30     | かっこいいクツ                       |                             |
| 31     | みずうみの大レース                   |                             |
| 31     | マンチーにやさしく                   |                             |
| 32     | ママになったピーナツ                 |                             |
| 32     | どこへ行ったの、バブルス             |                             |
| 33     | まっくらなんてこわくない             |                             |
| 34     | れんしゅうがいちばん                 |                             |
| 34     | めいわくなお客さま                   |                             |
| 35     | まいごになっちゃった                 |                             |
| 35     | かわうそたんてい「シャーロック」     |                             |
| 36     | バターのもうふ                       |                             |
| 36     | スーパーかわうそパワー！             |                             |
| 37     | しんゆうはどっち？                   |                             |
| 37     | るすばんはさみしい                   |                             |
| 38     | レモンはうんざり                     |                             |
| 38     | そらをとびたい                       |                             |
| 39     | アイス・ムースがやってきた           |                             |
| 40     | みんなでちからを合わせよう           |                             |
| 40     | おてつだい大すき                     |                             |
| 41     | ファンキーバンド                     |                             |
| 41     | うたひめジェリー                     |                             |
| 42     | ジョニー・ポンパロープものがたり     |                             |
| 42     | てづくりボートレース                 |                             |
| 43     | アンナおばさんのひみつのばしょ       |                             |
| 43     | マンチーげんきになーれ               |                             |
| 44     | がまんできない                       |                             |
| 44     | なぞのドラゴン                       |                             |
| 45     | マンチーのくちぶえ                   |                             |
| 45     | ビリー・ザ・ダック                   |                             |
| 46     | まほうのどろんこ                     |                             |
| 46     | マンチーにおまかせ                   |                             |
| 47     | げいじゅつ家ピーナツ                 |                             |
| 47     | かえってきてママ                     |                             |
| 48     | フーハーのハロウィン                 |                             |
| 49     | フーハーのみずうみはつまらない？     |                             |
| 49     | せいりせいとん                       |                             |
| 50     | みんなでたのしく                     |                             |
| 50     | かゆ～い山のぼり                     |                             |
| 51     | 大きなトロフィー                     |                             |
| 51     | バザニアのお花                       |                             |
| 52     | ヒーローはしょうじき者               |                             |
| 52     | パパはねぶそく                       |                             |
| 53     | みはりドリけいほう                   |                             |
| 53     | フリックのぼうし                     |                             |
| 54     | かんぺきなパーティ                   |                             |
| 54     | バブルベリーがいっぱい               |                             |
| 55     | あつめるだけでたのしい？             |                             |
| 55     | おうちがいちばん                     |                             |
| 56     | 気にしないでマンチー                 |                             |
| 56     | バブルスのものがたり                 |                             |
| 57     | サッカーにむちゅう                   |                             |
| 57     | パンはおあずけ                       |                             |
| 58     | あきらめないでジェリー               |                             |
| 59     | きぼうのおしろ                       |                             |
| 60     | いなくなったフリック                 |                             |
| 60     | たいせつなのはなに？                 |                             |
| 61     | ピーナツとルドルフォ                 |                             |
| 61     | おめでとうアンナおばさん             |                             |
| 62     | ひとりじめはダメ!?                   |                             |
| 62     | いかないで、ピンチ                   |                             |
| 63     | ビッグビーバーの日                   |                             |
| 63     | フーハーのみずうみのモンスター       |                             |
| 64     | バレンタインデーのプレゼント         |                             |
| 64     | であいをたいせつに                   |                             |
| 65     | みずうみがなくなる日                 |                             |

## 日本語版制作スタッフ
- 翻訳 - 荒木小職
- 演出 - 高桑一
- ミキサー - 兼子芳博[9]
- 録音制作 - テレシス